# Aaron Schwartzman
Aaron Schwartzman (auch Aron Schvartzman, Aarón Schvartzman, * 9. Dezember 1908; † 15. Januar 2013) war ein argentinischer Schachspieler.
Schwartzman gewann in Mar del Plata 1934 die vierte Meisterschaft von Südamerika und holte bei der sechsten Meisterschaft von Südamerika in Mar del Plata 1936 hinter Isaías Pleci den zweiten Platz.
Bei argentinischen Meisterschaften erreichte Schwartzman 1933, 1935 und 1936 jeweils den dritten Platz, 1937 wurde er Vierter.
Am 20. Oktober 2009 spielte Schwartzman im Club Argentino de Ajedrez anlässlich dessen hundertjährigen Bestehens eine „Partie der 200 Jahre“ gegen den anderthalb Jahre jüngeren Francisco Benkö, die remis endete.